# スパーキー (瀬戸内海放送)
スパーキーとは、岡山県と香川県を放送対象地域とするテレビ朝日（ANN）系列局・瀬戸内海放送（KSB）のマスコットキャラクター。

## 概要
- 2004年4月、瀬戸内海放送のCI導入によりロゴマーク変更とともに誕生。キャラクターデザインはイラストレーターの西塚“Duka”克之[1]。同時に同局のキャッチフレーズも「はじける Park KSB」に変更。
- 基本となるモデルは人形劇で使用するような棒遣い人形だが、立体化した着ぐるみも存在する。
- 以前は環境キャラクター絡みの「ステヨウザウルス」や「ムニュ」などマスコットにしていたが、短命に終わっていた。
- 2008年11月から2010年1月の間、番組の制作・著作クレジットなどに使われるKSB開局40周年記念ロゴマークにも採用された（40thの文字の上にスパーキーの顔がデザインされたマーク）。
- 瀬戸内海放送で放送された自社制作及び系列のテレビ朝日・朝日放送テレビの番組宣伝の5分番組「とびだせ!スパーキー」のMCも務めた。
- 登場当初はモーリー・ロバートソンがナレーターだったが、無音状態を経て現在は女性のナレーターになっている。
- テーマソング「スパーキーのうた」が存在し、アニメソング等で有名な高取ヒデアキが歌っている。ダンスも存在し、CMではアナウンサーなどが踊っているのを見る事が出来る。
- 平日昼の再放送ドラマ枠を示すタイトルコール映像・エンドコール映像、週末の再放送バラエティー番組枠を示すタイトルコール映像・エンドコール映像で積み木と共に、放送しない日を除き毎日登場している。（週末のバラエティー番組再放送にはタイトルコールが無い番組もある）

## プロフィール
- 種類：ハリネズミ
- 住処：パークKSB（瀬戸内海放送本社）
- 特徴：明るく元気、弾けるようなバイタリティー。物知りである反面、おしゃべりな所もある。

## エリア他局のマスコットキャラクター
- ランちゃん（アナログ･デジタル共通）・よんちゃん坊や（地デジ） - 西日本放送
- OH!くん - 岡山放送
- アレすけ・ろくたん - RSK山陽放送
- ななちゃん - テレビせとうち